# Balaur (mythisch dier)

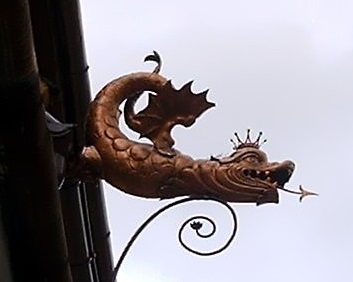
Een Balaur aan een huis in Brașov.

De Balaur is een traditioneel wezen in Roemenië, en staat voor het Kwaad.
De Balaur is in Roemeense verhalen bijna hetzelfde als een draak, maar met een paar verschillen: een Balaur is groter, heeft vinnen, voeten en meerdere (slangen)koppen. Meestal heeft hij er drie, maar soms ook zeven of zelfs twaalf.